# Campionati italiani di triathlon sprint del 2014
I Campionati italiani di triathlon sprint del 2014 sono stati organizzati dalla Federazione Italiana Triathlon e si sono tenuti a Riccione in Emilia-Romagna, in data 4 ottobre 2014.
Tra gli uomini ha vinto Alessandro Fabian ( Carabinieri), mentre la gara femminile è andata a Annamaria Mazzetti ( Fiamme Oro).

## Risultati

### Élite uomini
| Pos. | Atleta             | Società sportiva       | Nuoto    | Bici     | Corsa    | Totale   |
| ---- | ------------------ | ---------------------- | -------- | -------- | -------- | -------- |
|      | Alessandro Fabian  | Carabinieri            | 00:12:13 | 00:32:48 | 00:15:23 | 01:00:24 |
|      | Daniel Hofer       | Carabinieri            | 00:12:24 | 00:32:48 | 00:15:20 | 01:00:32 |
|      | Massimo De Ponti   | Carabinieri            | 00:12:28 | 00:32:41 | 00:15:26 | 01:00:35 |
| 4    | Mattia Ceccarelli  | T.D. Rimini            | 00:12:15 | 00:32:58 | 00:15:30 | 01:00:43 |
| 5    | Giulio Molinari    | Carabinieri            | 00:12:24 | 00:32:00 | 00:16:23 | 01:00:47 |
| 6    | Luca Facchinetti   | Triathlon Team Ravenna | 00:12:38 | 00:32:29 | 00:15:42 | 01:00:49 |
| 7    | Danilo Brustolon   | Fiamme Oro             | 00:13:10 | 00:32:12 | 00:15:28 | 01:00:50 |
| 8    | Dario Chitti       | CUS Parma Medel        | 00:12:20 | 00:32:43 | 00:15:50 | 01:00:53 |
| 9    | Tommaso Crivellaro | DDS                    | 00:12:17 | 00:00:00 | 00:48:38 | 01:00:55 |
| 10   | Gianluca Pozzatti  | CUS Trento CTT         | 00:12:09 | 00:33:04 | 00:15:44 | 01:00:57 |
| 11   | Alex Ascenzi       | Fiamme Azzurre         | 00:12:30 | 00:32:41 | 00:15:53 | 01:01:04 |
| 12   | Riccardo De Palma  | Minerva Roma           | 00:12:22 | 00:32:54 | 00:16:06 | 01:01:22 |
| 13   | Gregory Barnaby    | 707 Triathlon Team     | 00:12:21 | 00:32:57 | 00:16:10 | 01:01:28 |
| 14   | Marco Corrà        | Minerva Roma           | 00:12:19 | 00:33:01 | 00:16:10 | 01:01:30 |
| 15   | Valerio Patanè     | CUS Pro Patria Milano  | 00:12:44 | 00:32:42 | 00:16:08 | 01:01:34 |
| 16   | Ivan Risti         | DDS                    | 00:12:25 | 00:32:41 | 00:16:38 | 01:01:44 |
| 17   | Alessio Fioravanti | Minerva Roma           | 00:12:52 | 00:32:39 | 00:16:22 | 01:01:53 |
| 18   | Alberto Chiodo     | Virtus                 | 00:13:08 | 00:32:09 | 00:16:40 | 01:01:57 |
| 19   | Jacopo Butturini   | 707 Triathlon Team     | 00:12:20 | 00:32:57 | 00:16:47 | 01:02:04 |
| 20   | Nicola Azzano      | CUS Udine              | 00:12:36 | 00:32:40 | 00:16:51 | 01:02:07 |

### Élite donne
| Pos. | Atleta              | Società sportiva             | Nuoto    | Bici     | Corsa    | Totale   |
| ---- | ------------------- | ---------------------------- | -------- | -------- | -------- | -------- |
|      | Annamaria Mazzetti  | Fiamme Oro                   | 00:12:23 | 00:36:09 | 00:17:26 | 01:05:58 |
|      | Gaia Peron          | Fiamme Oro                   | 00:11:52 | 00:36:05 | 00:18:16 | 01:06:13 |
|      | Alessia Orla        | DDS                          | 00:11:52 | 00:36:04 | 00:18:55 | 01:06:51 |
| 4    | Elisa Marcon        | Tri. Rari Nantes Marostica   | 00:12:12 | 00:36:21 | 00:18:29 | 01:07:02 |
| 5    | Sara Papais         | T.D. Rimini                  | 00:12:11 | 00:36:20 | 00:18:45 | 01:07:16 |
| 6    | Verena Steinhauser  | Bressanone Nuoto             | 00:12:29 | 00:36:05 | 00:18:58 | 01:07:32 |
| 7    | Margie Santimaria   | Fiamme Oro                   | 00:12:29 | 00:36:00 | 00:19:22 | 01:07:51 |
| 8    | Ilaria Zane         | CUS Trento CTT               | 00:12:27 | 00:36:07 | 00:19:19 | 01:07:53 |
| 9    | Veronica Signorini  | Triathlon Cremona Stradivari | 00:12:11 | 00:36:23 | 00:19:23 | 01:07:57 |
| 10   | Michela Pozzuoli    | Minerva Roma                 | 00:12:28 | 00:36:05 | 00:19:49 | 01:08:22 |
| 11   | Alessandra Tamburri | Minerva Roma                 | 00:12:06 | 00:36:27 | 00:20:07 | 01:08:40 |
| 12   | Giulia Sforza       | Azzurra Triathlon Team       | 00:12:05 | 00:36:26 | 00:20:23 | 01:08:54 |
| 13   | Francesca Galluzzo  | Minerva Roma                 | 00:13:08 | 00:36:59 | 00:18:54 | 01:09:01 |
| 14   | Luisa Iogna-Prat    | T.D. Rimini                  | 00:12:31 | 00:37:32 | 00:19:07 | 01:09:10 |
| 15   | Ilaria Fioravanti   | Minerva Roma                 | 00:13:12 | 00:36:51 | 00:19:26 | 01:09:29 |
| 16   | Sara Dossena        | Trisports.it Team            | 00:14:00 | 00:38:14 | 00:17:47 | 01:10:01 |
| 17   | Valeria De Quarto   | Minerva Roma                 | 00:11:57 | 00:36:51 | 00:21:21 | 01:10:09 |
| 18   | Giulia Bedorin      | Padova Nuoto Dynamica        | 00:12:34 | 00:37:27 | 00:20:11 | 01:10:12 |
| 19   | Federica Parodi     | Virtus                       | 00:13:12 | 00:36:52 | 00:20:13 | 01:10:17 |
| 20   | Alice Saltarelli    | Piacenza Triathlon Vivo      | 00:13:07 | 00:36:55 | 00:20:16 | 01:10:18 |